# 共同作戦
『共同作戦』（Dog Trouble、1942年4月18日）は『トムとジェリー』の作品のひとつ。日本においてはパブリックドメインである。

## 概要
「トムとジェリー」シリーズに多く登場する名無しの犬（後のスパイク〈ブルおじさん〉）の初登場作品。

## スタッフ
- 監督 - ウィリアム・ハンナ、ジョセフ・バーベラ、マイケル・ラー（クレジット無し）
- 製作 - フレッド・クインビー（初公開版ではクレジット無し）、ルドルフ・アイジング（クレジット無し）
- 共同製作 - ウィリアム・ハンナ（クレジット無し）
- 脚本 - ウィリアム・ハンナ、ジョセフ・バーベラ（全員クレジット無し）
- 原画 - アーヴン・スペンス、ジャック・サンダー、セシル・サリー、ジョージ・ゴードン、ビル・リトルジョン、レイ・エイブラムス（全員クレジット無し）
- 音楽 - スコット・ブラッドリー（クレジット無し）
- 彩色プロセス - テクニカラー
- 録音プロセス - ウェスタン・エレクトリック
- 制作 - メトロ・ゴールドウィン・メイヤー・カートゥーン・スタジオ（英語版）
- 配給 - メトロ・ゴールドウィン・メイヤー、ロウズ・シアター

## 作品内容
いつものようにトムはジェリーを追い掛け回していた。トムはネズミ捕りを仕掛けるも、逆にジェリーによって尻尾を挟まれてしまう。しばらく追いかけっこが続いたが、ジェリーの逃げる先には凶暴な犬が寝ていた。ジェリーは犬との衝突を免れるが、ジェリーを追うのに夢中だったトムは犬と正面衝突してしまう。
怒った犬に追いかけられるトムをジェリーは笑いながら見ていたが、いつの間にか犬はジェリーを襲い始める。それに安心し安堵の表情を見せるトムだが、犬は再びトムに襲いかかる。双方で一致する利害関係と事態の深刻さを重く見たジェリーは、逃げ続けるトムを鳩時計の上へ誘導。ひとまず犬から逃れられたものの、犬がまだ下で待ち伏せているため降りられない。そこでジェリーは犬を撃退するためにトムに共同作戦を持ちかけるのだった。
早速作戦が開始される。時計に捕まったトムが尻尾で犬を挑発し、その隙にジェリーは部屋中に糸を張り巡らせる。ワイヤートラップを仕掛け尽くしたところで今度はジェリーが挑発。犬はジェリーの挑発に乗ってそのまま糸だらけの部屋へ突進。すると、部屋に結びつかれた糸が犬に引っ張られた弾みで部屋は滅茶苦茶に。そこへ来たお手伝いさんが荒らされた部屋と全身が糸で絡まった犬を見てカンカン。「あんたかいこの大飯食らいの役立たず！よくも部屋中を滅茶苦茶にしてくれたね！出ておいき！まったく、あれほど家に入るなと言っておいたじゃないか！」。体中に糸が絡まった犬はウンザリ顔でつまみ出されるのだった。
作戦が成功して大満足のトムとジェリー。ところが、トムが座ろうとするとまた尻尾がネズミ捕りに挟まれる。ジェリーを睨むトム。ジェリーは「僕じゃないよ」と弁解するも、トムは怒って追い回す。こうして再び追いかけっこが始まったのだった。
備考
本作品はサブタイトルより先にスタッフクレジットを表示する。1965年にアメリカのCBSでこの短編が放送された時、お手伝いさんの肌の色がチャック・ジョーンズ製作班によって黒色から肌色にマスク処理で修正された。また、犬がグラスを投げて割るシーンもスローに編集された。

## 登場キャラクター
トムとジェリー
いつものように追いかけっこしていたが、両者ともスパイクに追われる身となり撃退するために共同作戦に出る。まず、トムが尻尾で挑発し、その隙にジェリーが部屋中を糸で結びつけ、今度はジェリーが挑発し、犬を糸だらけの部屋に向かわせその様子をお手伝いさんに見せて撃退することに成功。その後はトムがネズミ捕りに引っ掛かったのを皮切りに追いかけっこを再開した。
スパイク(※この時点では無名)
凶暴なブルドッグとして初登場。昼寝の邪魔をしたトム達を追い回すが、トムとジェリーの作戦によって部屋中をめちゃくちゃにしてしまいお手伝いさんに追い出されてしまう。DIYやレジャーをしたり、知的な性格を持つスパイクであるが、この時点では擬人化もほぼされていないような単なる狂犬として描かれ、トムのみならずジェリーにも吠えかかるなど、いわば両者共通の敵として扱われる。
お手伝いさん
トムとジェリーの作戦によって部屋をメチャクチャにしたスパイクを激怒し追い出した。

## 再公開
この作品は、1952年6月21日に再公開されており、レオ・ザ・ライオンや、オープニングカード、エンドカードも全て一新されている（ただし、作品内容はそのまま）。劇場初公開版では、オープニングカード及び、エンドカードは、実写映画と同じ物になっている他、エンドカードは「The End」の文字とMGMの紋章の間に、「AMERICA NEEDS YOUR MONEY BUY DEFENSE BONDS AND STAMPS EVERY PAY DAY」という、戦時国債の購入を促す文字があった（本作品が公開された1942年当時は第二次世界大戦真っ只中であった為）。また、プロデューサーであるフレッド・クインビーの記載がない。現在テレビで再放送しているものや、DVDで販売されているものは、再公開版であることがほとんどとなっている。